# Klášter milosrdných sester brněnských (Brno)
Klášter milosrdných sester brněnských v Brně je ženský klášter při kostele svaté Rodiny v Grohově ulici v městské části Brno-střed.

## Dějiny kláštera

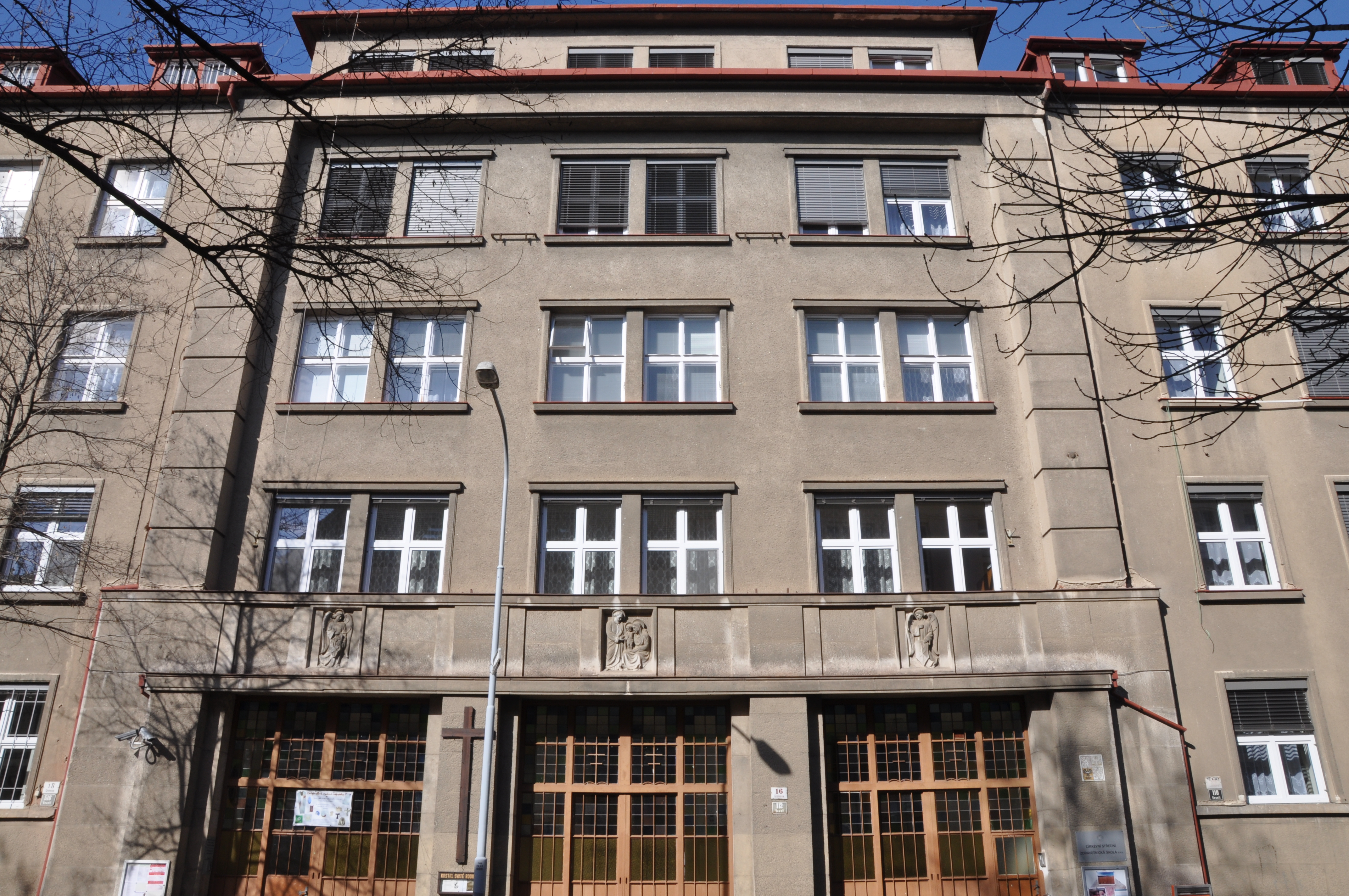
Současná podoba průčelí kostela Svaté rodiny

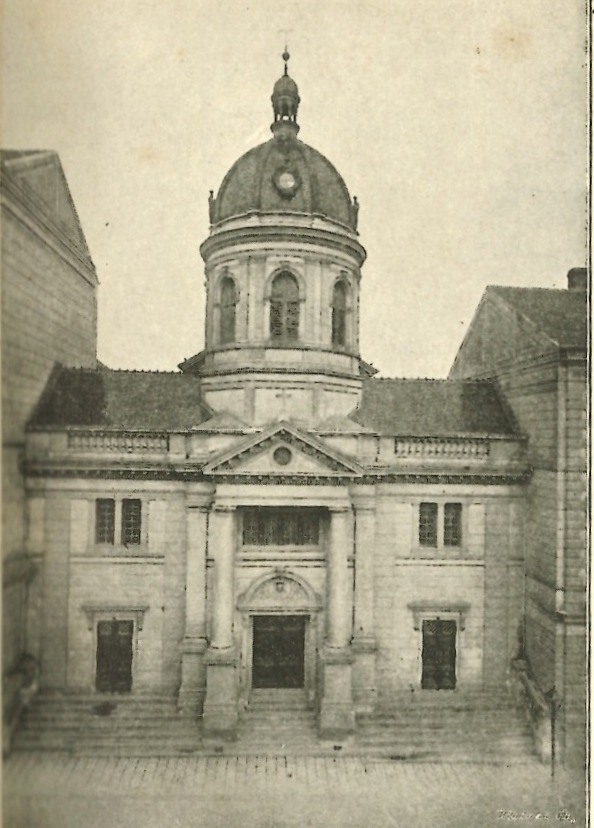
Původní podoba kostela Svaté rodiny

### Založení kláštera
Mateřinec milosrdných sester „brněnských“ (celý název zní kongregace Milosrdných sester III. řádu sv. Františka pod ochranou Svaté Rodiny v Brně) vznikl v dnešní Grohově ulici č.o. 18 v letech 1889/1890. Třípatrová budova s kaplí v přízemí byla postavena jako Útulek ošetřovatelek nemocných Spolkem Červeného kříže, kongregací byl odkoupen v roce 1906. V roce 1897 sestry zakoupily nájemní dům č.o. 14, kde v roce 1936 otevřely ošetřovatelskou školu. Dům č.o. 16 byl odkoupen roku 1891, následně zbořen a na jeho místě vyrostl v letech 1900–1902 kostel svaté Rodiny. Roku 1908 kongregace zakoupila pozemek, kde v roce 1927 nechala postavit Dům U Svaté Rodiny (č.o. 10 a 12). Při bombardování v roce 1944 byl areál poškozen, dům č.o. 14 musel být stržen a na jeho místě vyrostla v letech 1947–1951 nová budova. Opraven byl rovněž kostel, který ale dostal nové průčelí sjednocené s okolními domy.

### Zrušení kláštera
Sestry zde působily do roku 1958, kdy byly vystěhovány a mateřinec byl přeměněn na internát pro žákyně zdravotnických škol.

### Návrat sester do kláštera
Kongregace areál získala zpět roku 1990, ještě tentýž rok byla otevřena střední zdravotnická škola, roku 1992 byl zpřístupněn opravený kostel, 1993 byl zřízen internát pro žákyně středních škol a roku 1994 se do opraveného kláštera vrátily i sestry.